# クァイル郡
クァイル郡（クァイルぐん）は朝鮮民主主義人民共和国黄海南道に属する郡。
クァイル（果일/과일）は「果物」を意味する朝鮮語の固有語であり、漢字表記はない。郡名はこの地域が果実の生産拠点であることに由来する。

## 地理
黄海南道の西北部に位置し、朝鮮西海（黄海）に面している。席島（ソクト）など沖合いの島を含んでいる。なお、椒島（チョド）は元々本郡に属していたが、1996年に南浦市に移管された。
東に殷栗郡、東南に松禾郡、南に長淵郡と接する。

## 行政区画
1邑・24里を管轄する。
| - クァイル邑（クァイルプ） - ノンボル里（ノンボルリ） - 徳安里（トガンニ） - 徳井里（トクチョンニ） - 龍鶴里（リョンハンニ） - 栗里（リュルリ） - 北昌里（プクチャンニ） - 砂器里（サギリ） - 山水里（サンスリ） - 席島里（ソクトリ） - 細橋里（セギョリ） - 松谷里（ソンゴンニ） - 水豊里（スプンニ） | - 新大里（シンデリ） - 薪坪里（シンピョンニ） - 鉛鉱里（ヨングァンニ） - 塩田里（ヨムジョンニ） - 五井里（オジョンニ） - 雲山里（ウンサンニ） - 月沙里（ウォルサリ） - 長岩里（チャンアムニ） - 川南里（チョンナムニ） - 青龍里（チョンニョンニ） - 浦口里（ポグリ） - 豊海里（プンヘリ） |

## 歴史
朝鮮王朝時代には黄海道に属して豊川県が置かれ、1895年に海州府豊川郡、1896年黄海道豊川郡となる。1909年3月に松禾郡に合併された。
1945年8月15日の時点では、黄海道松禾郡栗里面・雲遊面・豊海面・真風面・泉洞面・上里面・下里面にあたる。1952年の北朝鮮の地方行政区画再編後も松禾郡に属したが、1963年3月に松禾果樹農場地区が置かれ、1967年10月に地区一帯がクァイル郡（1邑22里）として分離された。

### 年表
この節の出典
- 1967年10月 - 黄海南道松禾郡山水里・栗里・雲山里・砂器里・龍鶴里・徳井里・松谷里・長岩里・豊海里・五井里・水豊里・薪坪里・浦口里・徳安里・新大里・塩田里・月沙里・席島里・椒島里(松禾果樹農場地区の管轄地域)をもって、クァイル郡を設置。(1邑22里)
  - 徳井里が塩田里・月沙里に分割編入。
  - 豊海里の一部が分立し、クァイル邑・細橋里が発足。
  - 新大里の一部が分立し、救王里が発足。
  - 松谷里・長岩里の各一部が合併し、川南里が発足。
  - 山水里の一部が分立し、朱村里が発足。
  - 浦口里・新大里・塩田里の各一部が合併し、北昌里が発足。
  - 豊海里の残部・長岩里の一部が五井里に編入。
  - 五井里・長岩里の各一部が山水里に編入。
  - 砂器里・栗里の各一部が雲山里に編入。
  - 松谷里・砂器里の各一部が龍鶴里に編入。
  - 薪坪里の一部が水豊里に編入。
  - 新大里の一部が浦口里に編入。
  - 長岩里の一部が松谷里に編入。
  - 塩田里・水豊里・新大里の各一部が薪坪里に編入。
  - 徳安里の一部が月沙里に編入。
  - 浦口里の一部が新大里に編入。
- 1981年10月 - 救王里がノンボル里に改称。(1邑22里)
- 1990年9月 - 朱村里が鉛鉱里に改称。(1邑22里)
- 1991年9月 (1邑25里)
  - クァイル邑の一部が分立し、豊海里が発足。
  - 月沙里・塩田里の各一部が合併し、徳井里が発足。
  - クァイル邑・薪坪里の各一部が合併し、青龍里が発足。
- 1996年 - 椒島里が南浦直轄市港口区域に編入。(1邑24里)

## 観光
- 黄海南道北西部の朝鮮西海沿岸に位置している郡。果実の名産地である。

## 交通
- 殷栗線
  - 山水駅 - クァイル駅 - 新大駅